# Aérospatiale Gazelle
Aérospatiale Gazelle je francoski enomotorni večnamenski helikopter. Uporablja se kot   potniški in lahki transportni helikopter, lahko pa se ga tudi oboroži in tako postane lahki jurišni helikopter. Gazelle je bil prvi helikopter s fenestron repnim rotorjem. Gazella je načrtovalo francosko podjetje Sud Aviation, ki se je leta združilo z Nord Aviation in postalo Aérospatiale.
Gazelle so licenčno proizvajali tudi v Britaniji pri Westland Aircraft kot Westland Gazelle, v Jugoslaviji pri podjetju SOKO in v Egiptu pri Arab British Helicopter Company (ABHCO). Zgradili so okrog 1775 helikopterjev. 
V uporabo je vstopila leta 1973 in se je uporabila v Libanonski vojni (1982), Ruandski civilni vojni in v Zalivski vojni. V francoski vojski ga je nadomestil Eurocopter Tiger, vendar Gazelle še vedno ostaja v uporabi.
Gazelle so razvili za potrebe Francoske kopenske vojske ko nasldenik Aérospatiale Alouette III. Leta 1966 je Sud Aviation začel z delom na lahkem opazovalne helikopterju. Prvi polet je bil 7. aprila 1967.

### Operaterji
Angola
 Bosna in Hercegovina
 Burundi
 Kamerun
 Ciper
 Ekvador
 Egipt
 Francija
 Gabon
 Gvineja
 Irak
 Kuvajt
 Libanon
 Črna gora
 Maroko
 Katar
 Ruanda
 Srbija
 Sirija
 Združeno kraljestvo

### Uporabniki v preteklosti
Ljudska republika Kitajska
 Irska
 Združeno kraljestvo
 Jugoslavija
 Slovenija

## Tehnične specifikacije (SA 341)
- Posadka: 2
- Kapaciteta: 3 potniki
- Dolžina: 11,97 m (39 ft 0 in)
- Premer glavnega rotorja: 10,5 m (34 ft 6 in)
- Višina: 3,15 m (10 ft 3 in)
- Površina rotorja: 86,5 m2 (931 ft2)
- Prazna teža: 908 kg (2002 lb)
- Gros teža: 1800 kg (3970 lb)
- Motor: 1 × Turbomeca Astazou IIIA turbogredni, 440 kW (590 KM)

- Maks. hitrost: 310 km/h (193 mph)
- Potovalna hitrsot: 264 km/h (164 mph)
- Dolet: 670 km (416 milj)
- Višina leta (servisna): 5000 m (16405 ft)
- Hitrost vzpenjanja: 9 m/s (1770 ft/min)